# Esguicho

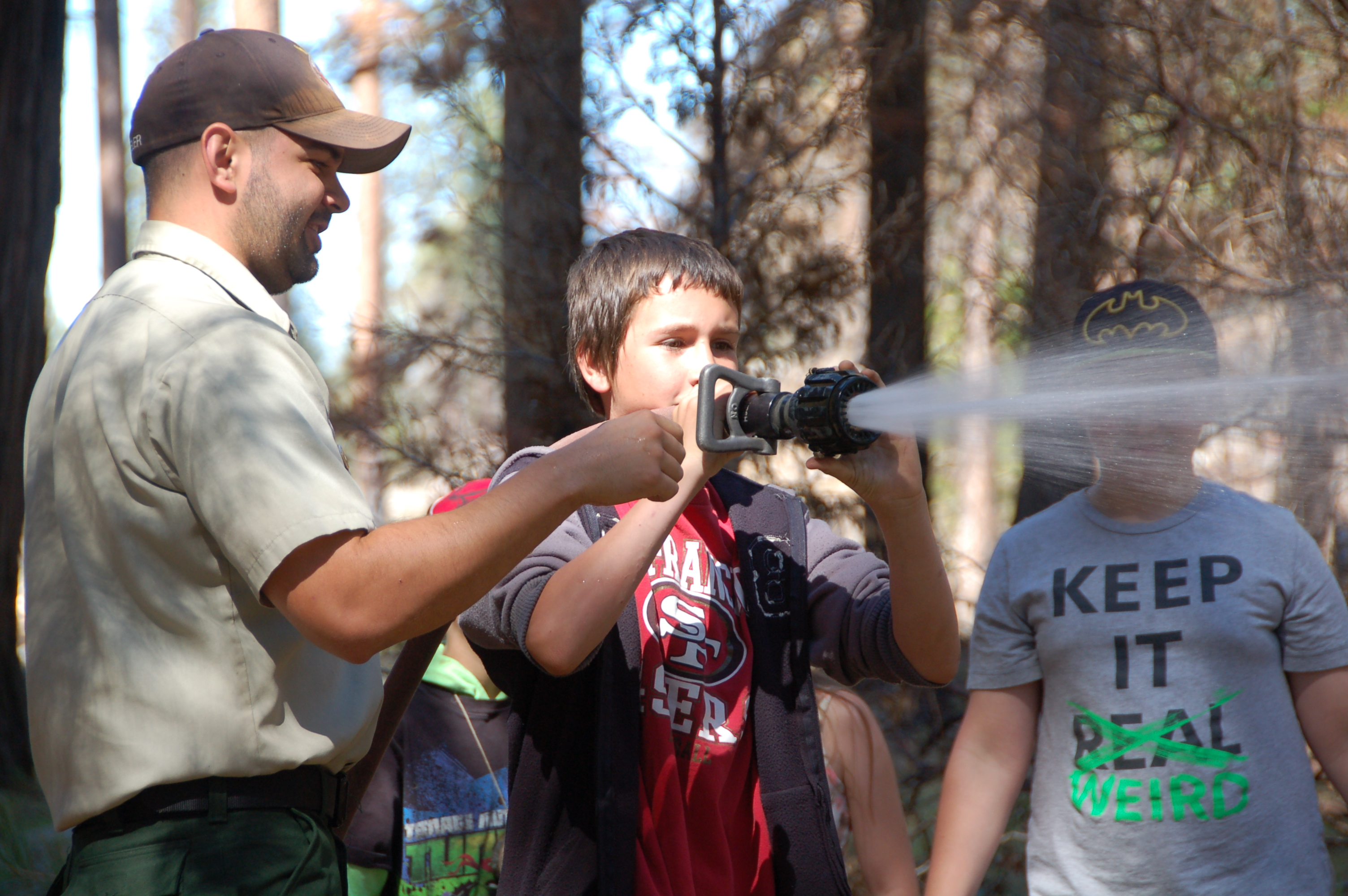
Jovens usando um aparelho de esguicho

Um esguicho é um dispositivo que lança um jato de fluido, geralmente água, em elevada velocidade. É usado para diversas finalidades, desde a limpeza de superfícies até o combate a incêndios. 
O verbo "esguichar" se refere ao ato ou efeito de expelir um líquido em jato de forma súbita ou pressurizada. O fenômeno pode ocorrer tanto em contextos naturais quanto artificiais, sendo associado a fontes, chafarizes, animais marinhos ou até mesmo processos agrícolas ou industriais.
No Brasil, o termo "esguicho" também aparece em expressões idiomáticas como em "um esguicho de perfume", indicando uma pequena quantidade aplicada rapidamente. Em Portugal, o uso do termo é mais raro no cotidiano, sendo substituído em alguns contextos por palavras como "jato" ou "borrifo" .
Culturalmente, o ato de esguichar pode ter conotações simbólicas, como em rituais de purificação ou festividades populares, como o Carnaval brasileiro, ocasião na qual esguichos d'água são usados para brincadeiras entre os participantes.

## Etimologia
A palavra "esguicho" tem origem no latim vulgar exguttiare, uma combinação de ex- ("fora") e gutta ("gota"). Segundo o linguista Antônio Geraldo da Cunha, o termo evoluiu no português medieval para descrever ações relacionadas a jatos d'água ou respingos .

## O ato de esguichar
O ato de esguichar envolve a liberação de um líquido sob pressão ou por ação mecânica, podendo variar em intensidade e propósito. Na física, o esguicho é explicado pelo Princípio de Bernoulli, o qual estabelece a relação entre a pressão e a velocidade de um fluido em movimento . Esse princípio é observado tanto em esguichos naturais, como os de gêiseres, quanto em dispositivos artificiais, como pulverizadores e mangueiras. 

### Na natureza
Na natureza, o esguicho é frequentemente observado em animais aquáticos, como baleias e golfinhos, que expelem água pelo espiráculo como parte de seu processo respiratório. O esguicho das baleias, por exemplo, pode atingir vários metros de altura e varia em formato dependendo da espécie . Esse comportamento é essencial para a regulação térmica e a limpeza das vias respiratórias desses mamíferos. 
Outro exemplo natural é o caso dos gêiseres, fontes termais que liberam esguichos de água quente devido à forte pressão subterrânea causada por atividades vulcânicas. O gêiser Old Faithful, no Parque Nacional de Yellowstone, é um dos mais famosos esguichos naturais do mundo, com erupções regulares que alcançam até 55 metros de altura .

### Aplicações artificiais
Em contextos humanos, o esguicho é amplamente utilizado em sistemas de irrigação, fontes decorativas e equipamentos industriais. Os chafarizes, por exemplo, são projetados para criar esguichos esteticamente agradáveis, muitas vezes sincronizados com música ou luzes em apresentações modernas, como as fontes do Bellagio, em Las Vegas . Na indústria, os esguichos de alta pressão são empregados em máquinas de corte por jato d'água, capazes de perfurar materiais como metal e pedra com precisão milimétrica .
Na indústria, os esguichos de alta pressão têm aplicações avançadas, como nas máquinas de corte por jato d'água, que misturam água com abrasivos para perfurar materiais como metal, pedra e cerâmica com precisão milimétrica. Essa tecnologia é amplamente usada na fabricação de peças automotivas e aeroespaciais . Além disso, esguichos são comuns em equipamentos do dia a dia, como pistolas de lavagem de carros, irrigadores e nebulizadores médicos, que atomizam líquidos para tratamentos respiratórios .

## Funcionamento
O funcionamento de um esguicho baseia-se no princípio da hidrodinâmica, especificamente na Lei de Bernoulli, que afirma que a velocidade de um fluido aumenta quando a área por onde ele passa diminui. Em termos práticos, quando a água é forçada através de um orifício estreito, sua pressão diminui e sua velocidade aumenta, resultando em um jato projetado a longa distância ou em alta intensidade . Esse mecanismo é otimizado em equipamentos como esguichos de alta pressão e de incêndio, que utilizam bicos ajustáveis para controlar o fluxo e a dispersão.

## Tipos de Esguicho
Existem diversos tipos de equipamentos conhecidos como esguicho, cada qual com um design específico para uma determinada finalidade. Alguns dos tipos mais comuns incluem:
- Esguicho de mangueira: Utilizado para irrigação de jardins, lavagem de carros e outras tarefas de limpeza doméstica. Geralmente possui ajustes para controlar o padrão do jato, como spray ou fluxo contínuo [14].

- Esguicho de incêndio: Empregado por bombeiros para combater incêndios, projetado para suportar altas pressões e direcionar grandes volumes de água a longas distâncias [15]. São projetados para resistir a condições extremas e podem ser ajustados para diferentes padrões de jato [13]

- Esguicho de lavagem de alta pressão: Usado para limpar superfícies difíceis, como paredes ou pisos, [16] com jatos potentes gerados por máquinas específicas[17].

- Esguicho de jardinagem e uso agrícola: Projetado para pratica de irrigação ou para facilitar a aplicação de defensivos agrícolas, fertilizantes e outros produtos químicos ou naturais em plantas,[5] produzindo uma dispersão fina do produto em uma camada de cobertura uniforme [18].

#### Esguichos de Jardim
Os esguichos de jardim são ferramentas essenciais para a irrigação de plantas e manutenção de áreas verdes. Entre os tipos mais comuns estão:
- Esguicho de jato: Produz um jato forte e concentrado, ideal para limpar superfícies ou irrigar plantas que requerem maior volume de água [19].

- Esguicho de spray: Gera um jato suave e disperso, perfeito para plantas delicadas ou umedecimento leve do solo [19].
- Esguicho de névoa: Cria uma névoa fina, adequada para plantas que necessitam de umidade constante, como orquídeas [19].
- Esguicho giratório: Emite um jato que gira em um formato circular, cobrindo grandes áreas de forma eficiente [19].